# 二号桥街道
二号桥街道，是中华人民共和国天津市河东区下辖的一个乡镇级行政单位。

## 行政区划
二号桥街道下辖以下地区：
金地紫乐名轩社区、龙峰嘉园社区、地毯路社区、红旗巷社区、建新东里第一社区、建新东里第二社区、福天里社区、福东里社区、福东北里社区、黄岩里社区、安吉花园社区、宁月花园社区、陶然庭苑社区、明家庄园社区、靓东花园社区和东泰家园社区。